# Crodo
Crodo (im westlombardischen Ortsdialekt Crö, historisch deutsch Grat) ist eine italienische Gemeinde (comune)  in der Provinz Verbano-Cusio-Ossola, Region Piemont.

## Lage und Einwohner
Crodo liegt 54 km nordwestlich von der Provinzhauptstadt Verbania und 16 km nördlich von Domodossola entfernt auf einer Höhe von 508 m über dem Meeresspiegel im Valle Antigorio. Das Gemeindegebiet umfasst eine Fläche von 61 km² und hat 1436 Einwohner (Stand 31. Dezember 2023). Zu Crodo gehören die Fraktionen Alpiano, Cravegna, Braccio, Emo, Foppiano, Maglioggio, Molinetto, Mozzio, Quategno, Rencio, Salecchio (oder Bagni), Vegno und Viceno.
Die Nachbargemeinden sind Baceno, Crevoladossola, Montecrestese, Premia und Varzo.

## Geschichte
Die ersten menschlichen Spuren in diesem Gebiet reichen bis in die Vorgeschichte zurück (Entdeckung einer Bronzeaxt aus dem Jahr 1500 vor Christus). Die Teufelswand, ein imposantes megalithisches Bauwerk, diente wohl sakralen und sozialen Funktionen. Es handelt sich um eine riesige Mauer, die an drei Seiten von einer großen, nach den verschiedenen Himmelsrichtungen ausgerichteten Terrasse umgeben ist.
1200 erreichte die Macht der Adelsfamilie De Rodis einen Höhepunkt. Diese begünstigte die Ansiedlung von Walsern in der Umgebung.
1380 wurden Crodo und die gesamte Ossolatal von der Familie Visconti unterworfen, die dem Gebiet jedoch eine besondere Autonomie gewährte. Die Visconti ließen gegen Einfälle der Walliser gerichtete Signaltürme bauen, von denen einige noch heute stehen. Die von Turm zu Turm übertragenen Signale aus dem oberen Val Formazza erreichten in kürzester Zeit Mailand.
Hier schlugen am 9. und 10. November 1425 Waldstättertruppen die Mailänder und befreiten so die in Domodossola belagerten Schwyzer.

## Sehenswürdigkeiten

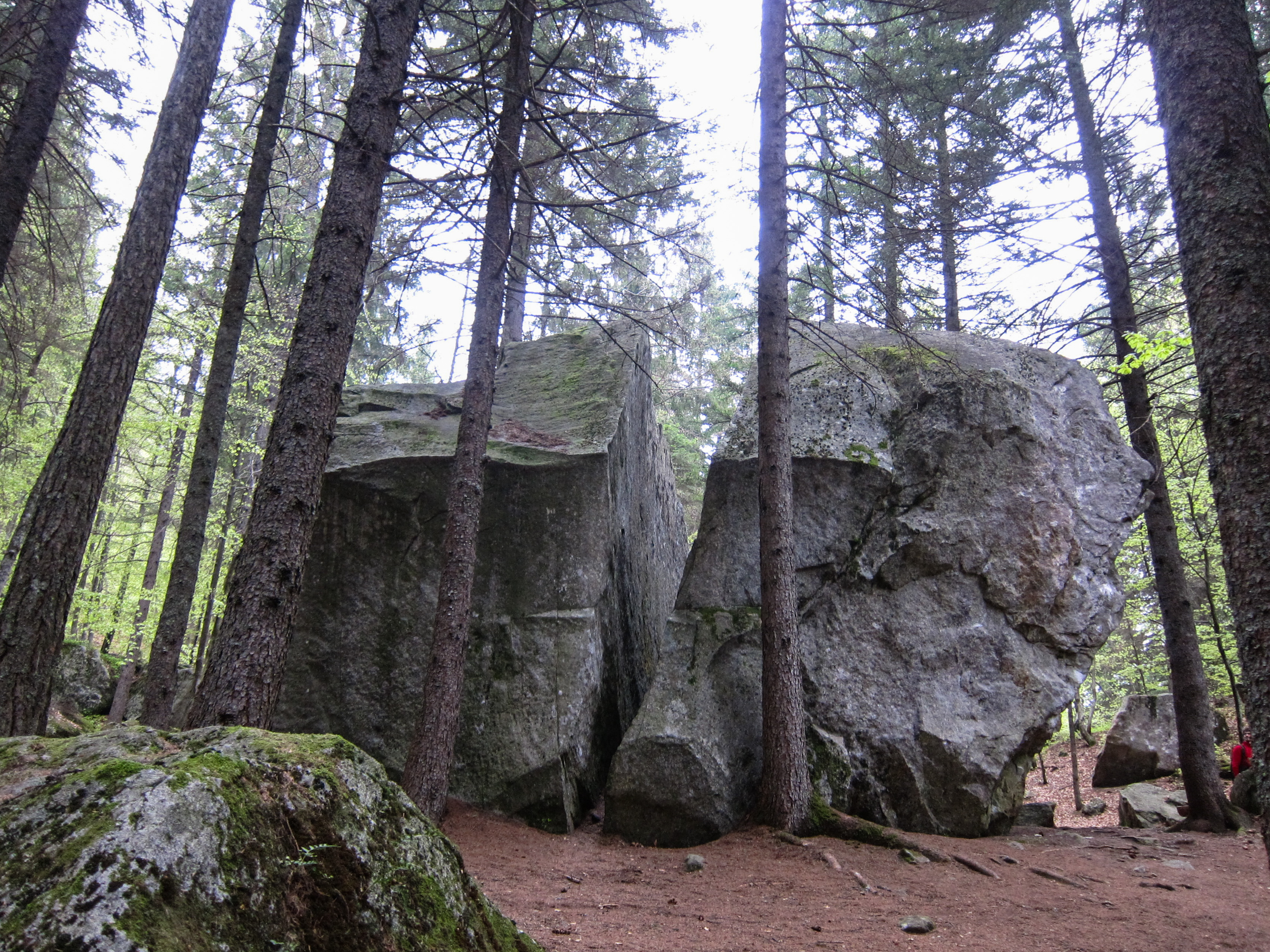
Il Sass Fendü

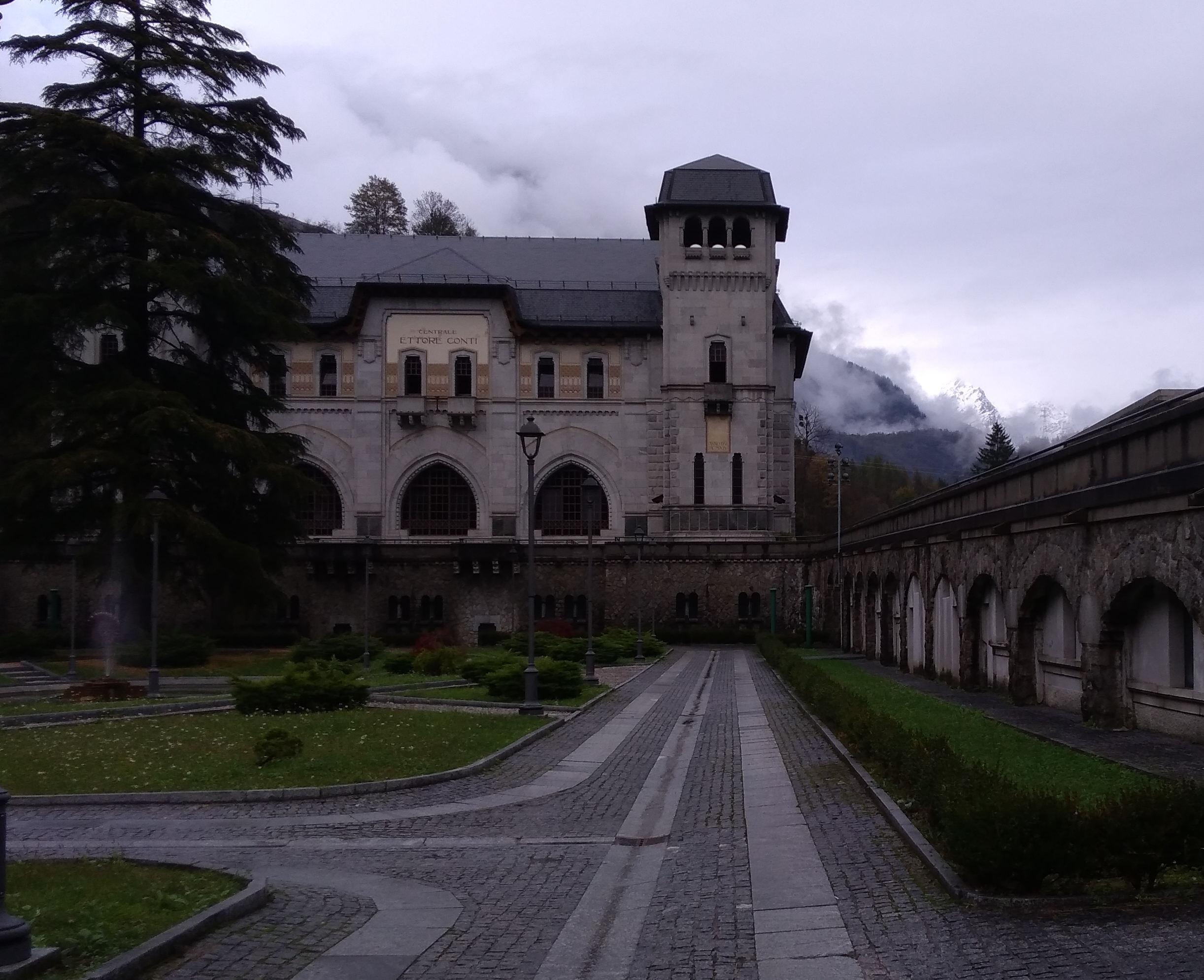
Wasserkraftwerk in Verampio

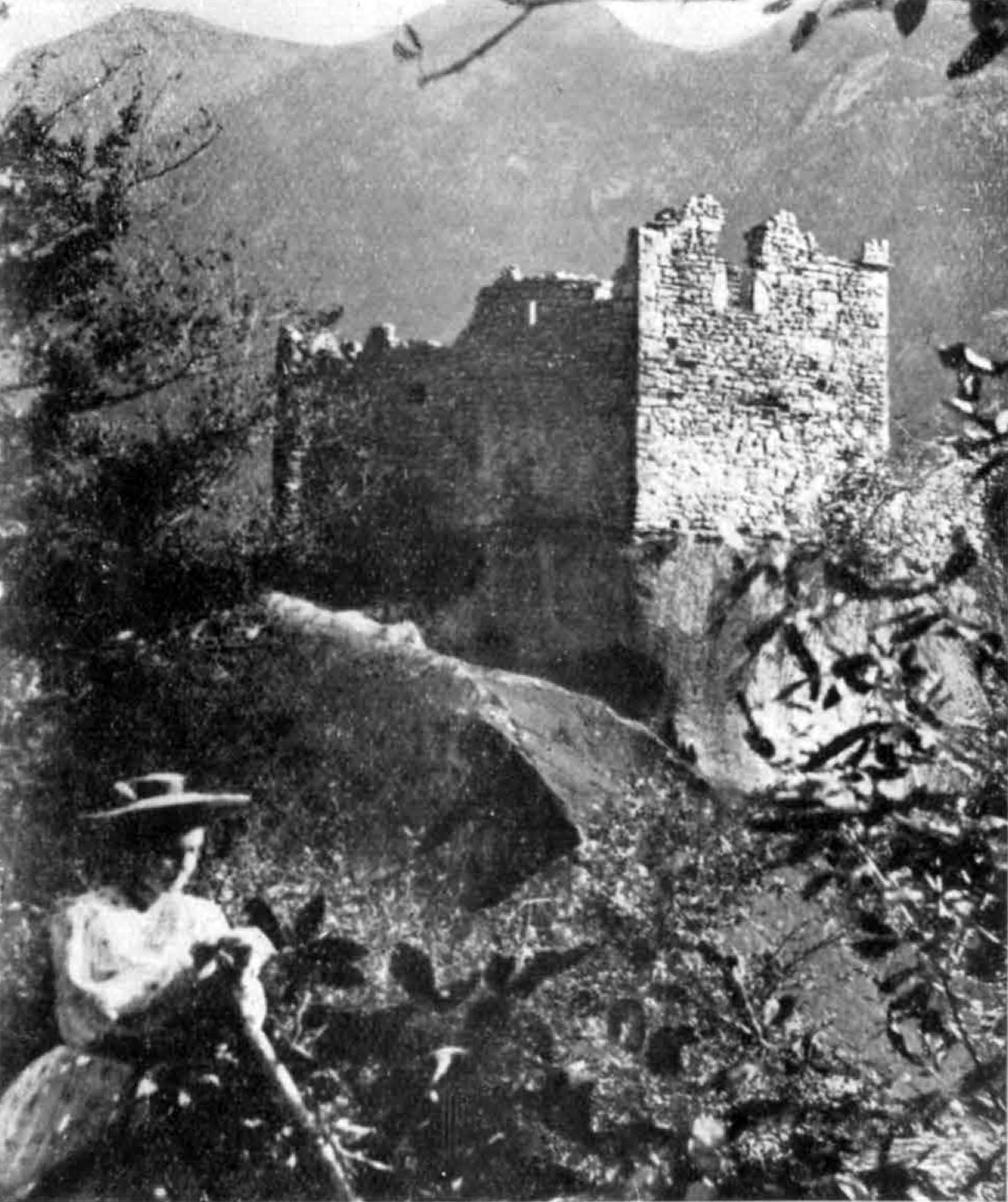
Schloss Rencio vor 1937

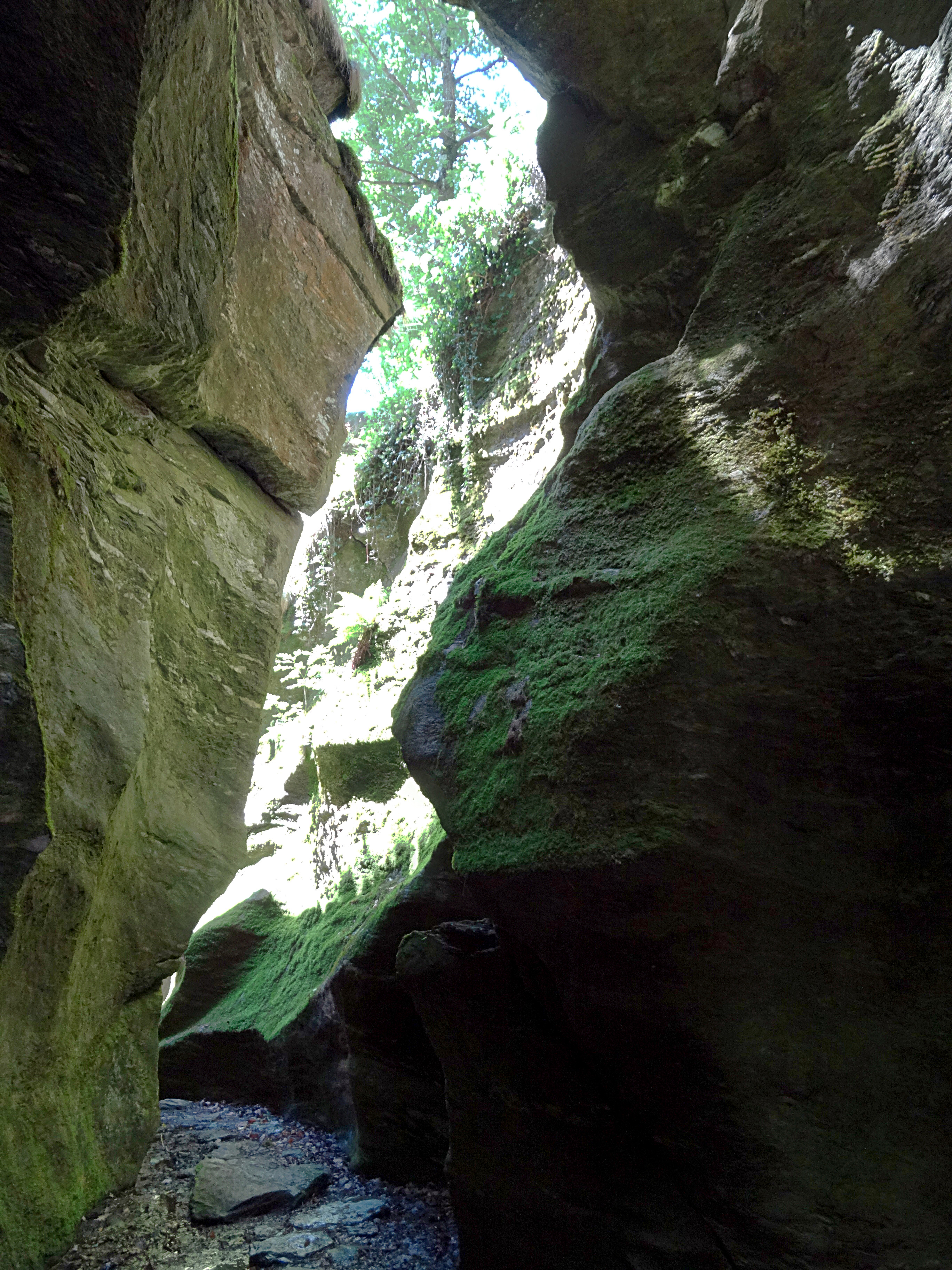
Schluchten von Uriezzo

- Romanische Pfarrkirche Santo Stefano, bewahrt die Reliquien der heiligen Lupercilla.
- Oratorium San Giovanni Battista mit Fresken des 16. Jahrhunderts.
- Wallfahrtskirche Madonna della Vita (zweite Hälfte des 17. Jahrhunderts).
- romanisch-gotische Pfarrkirche San Giulio.
- Bibliothek Vittorio Resta des Centro studi 'Piero Ginocchi, gegründet im Jahr 1984.
- Burg Rencio (Ruine).
- Schluchten von Uriezzo.
- Steinblock Sass Fendü.

## Unternehmungen
Nördlich von Crodo, in der Ebene von Verampio, liegt der Gletscherpark von Uriezzo. Der Ort verfügt seit alters über Mineralquellen. Hier wird seit 1965 der Aperitif Crodino hergestellt und befindet sich das Wasserkraftwerk von Verampio.